# Mozhaiski (avión)

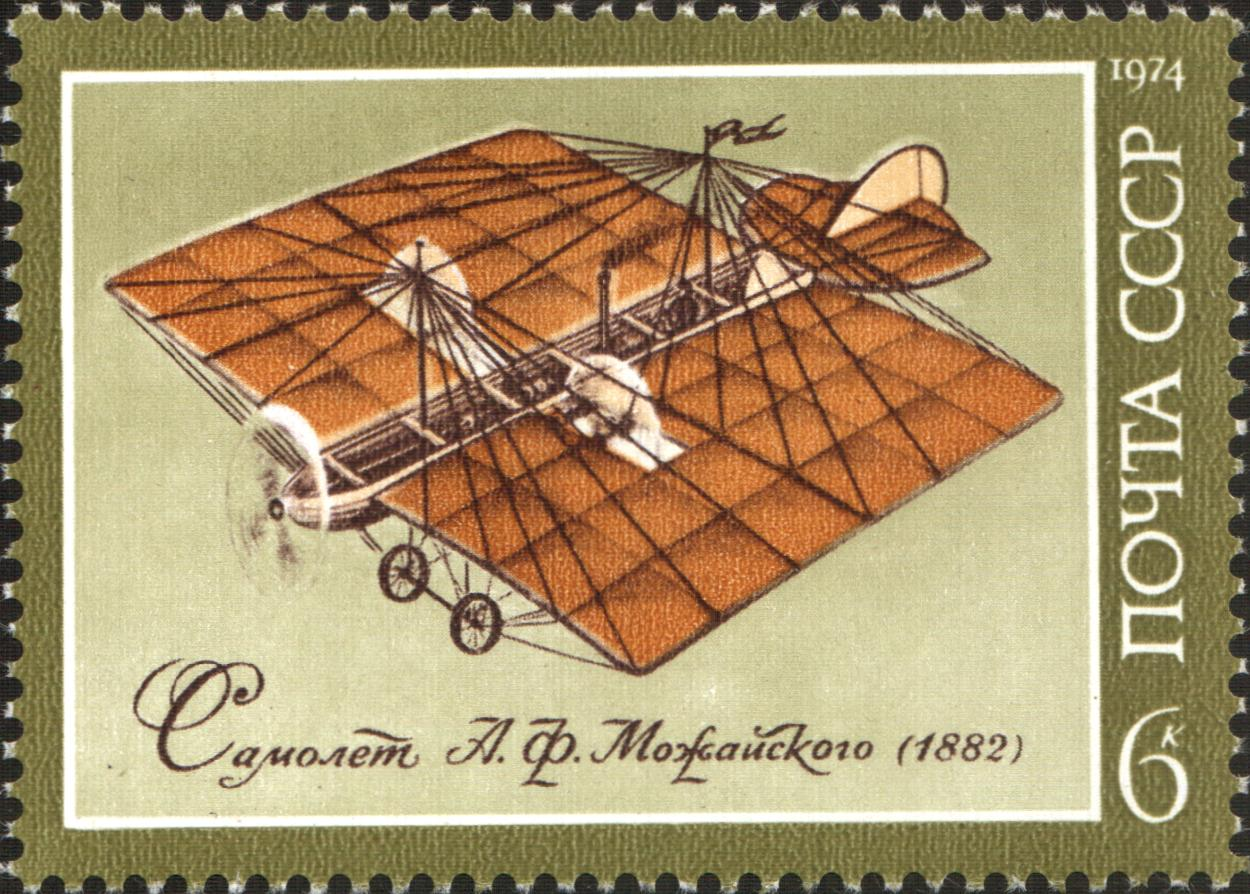
Sello soviético que recoge el diseño del avión de Mozhaiski.

El avión Mozhaiski fue un aparato experimental diseñado y construido por Aleksandr Mozhaiski, con dos motores de vapor, y se afirma que fue el primero en despegar del suelo entre 1883 y 1885.

## Características
El avión estaba impulsado por dos máquinas de vapor con una potencia total de 30 HP, con una velocidad de vuelo calculada en 40 kilómetros/hora, con un peso bruto de 950 kilogramos, una envergadura de 24 metros y un fuselaje de 15 metros.
Las pruebas se llevaron a cabo durante varios años, iniciándose en 1882. En la nota del Jefe del Directorio de Ingeniería Militar del Ministerio de Guerra, describe los resultados de las pruebas de 1883 del avión de Mozhaiski: "lo hemos visto en acción... pero no pudo despegar.

## Desarrollo del proyecto
El 21 de enero de 1883 Mozharski presenta el proyecto a la VII División (aeronáutica) de la Sociedad Tecnológica Rusa. En una sesión especial se hizo la presentación, creándose una comisión especial para su evaluación, incluyendo un representante de la II División (mecánica). El aparato de Mozhaiski no tenía potencia suficiente, y la Sociedad Tecnológica no pudo ayudar demasiado, así como tampoco el Ministerio de la Guerra, donde después recurrió Mozhaiski.
En 1885 Mozhaiski recurrió al Jefe del Directorio de Ingeniería Militar, pero la petición no fue tenida en cuenta. Ese mismo año, intentó despegar el aparato en presencia de las autoridades, pilotado por el mecánico I.N. Golubiov. Durante las pruebas, un larguero de madera se inclinó, causando la rotura de un ala.

## Factibilidad del proyecto
Investigaciones actuales en el Instituto de Aerohidrodinámica, efectuadas en 1979 y 1981 demostraron que era imposible que el aparato mantuviese un vuelo horizontal por falta de sustentación. Históricamente han aparecido informaciones asegurando que el aparato de Mozhaiski despegó del suelo, como en un periódico de 1909, incluido también en la "Enciclopedia Militar" de 1916.
Después de fallar la prueba, Mozhaiski intentó reparar el aparato y equiparlo con nuevos motores. Con estos nuevos motores, el Instituto de Aerohidrodinámica probó en 1982 que si podría haber despegado. Estos nuevos motores a vapor tenían un total de 50 HP no estuvieron listos hasta la muerte del inventor, siendo el aparato desmantelado y transportado a las cercaníaas de Vólogda.
Los planos del aparato desaparecieron, aunque han sido encontrados a lo largo del siglo XX diversos bosquejos del aparato hechos a mano, así como sus textos descriptivos. De estos derivan todas imágenes y modelos actuales.

## Posibilidad real de despegue del aparato
En opinión de Andrei Veimarn, teóricamente el avión de Mozhaiski pudo haber despegado si contaba con la presencia de viento de cara, lo que parece haber ocurrido el 20 de julio, aunque la fecha no esté fehacientemente demostrada. Ese día la estación meteorológica de Pulkovo midió 10 metros por segundo, por lo que el ángulo de ataque y las "bolsas de aire" podrían haber incrementado notablemente la potencia de los motores.